# Habitatge al carrer Major, 31 a Suterranya
L'Habitatge al carrer Major de Suterranya, 31 és un edifici de Tremp (Pallars Jussà) protegit com a Bé Cultural d'Interès Local.

## Descripció
Es tracta d'un edifici construït en una parcel·la irregular que ocupa dos costats del carrer Major, i en part la pròpia via mitjançant un passatge elevat. La casa presenta planta baixa i dos pisos. El parament és de pedra vista molt retocada i se suposa que el revestiment original ha estat eliminat. Es conserven algunes riostes sobre les llindes que són originals.